# Cirice
Cirice (altenglisch für Kirche) ist ein Lied der schwedischen Heavy-Metal-Band Ghost. Es erschien am 30. Mai 2015 als erste Single des dritten Studioalbums Meliora. Das Lied wurde mit einem Grammy in der Kategorie Best Metal Performance ausgezeichnet.

## Inhalt
Cirice ist ein Heavy-Metal-Lied, das vom Ghost-Sänger Tobias Forge und Klas Åhlund geschrieben wurde. Der Text ist in englischer Sprache verfasst. Cirice ist 6:02 Minuten lang, wurde in der Tonart Es-Dur geschrieben und weist ein Tempo von 90 BPM auf. Produziert wurde das Lied von Klas Åhlund. Aufgenommen wurde das Album in den Studios Riksmixningsverket in Stockholm, den EastWest Studios und den Ameraycan Studios in Hollywood und dem The Village Studios in Los Angeles. Gemischt wurde Meliora von Andy Wallace während Brian Lucey das Mastering übernahm. Das Lied wurde am 30. Mai 2015 als Gratis-Download auf der Website von Ghost bereitgestellt.
Cirice und das ebenfalls auf Meliora zu hörende Lied Devil Church waren ursprünglich ein neunminütiges Instrumentalstück. Während einer Kaffeepause ergab sich plötzlich ein Refrain. Auf Vorschlag von Klas Åhlund wurden die Lieder voneinander getrennt. Bei vielen Konzerten wurden beide Titel oftmals unmittelbar nacheinander gespielt. Textlich geht es um die Simulation einer religiösen Autorität gegenüber einer „kleinen Person“, die nicht zwischen Empathie und purer Manipulation unterscheiden kann. Bei der religiösen Autorität kann es sich um eine Kirche, aber auch um eine Sekte handeln. Alles wäre laut Sänger Tobias Forge als Liebeslied getarnt.
Für das Lied wurde ein Musikvideo gedreht, bei dem „Roboshobo“ alias Robert Schober Regie führte. Das Video zeigt einen Talentwettbewerb an einer Grundschule. Manche Eltern vergnügen sich, während andere gelangweilt sind. Dies ändert sich, als Ghost die Bühne betreten und ein kleines Mädchen in ihren Bann ziehen. Als sich das Publikum gegen die Band auflehnen will nutzt das Mädchen Telekinese und verriegelt die Türen und erlangt mentale Kontrolle über das Publikum. Laut Graham Hartmann vom Onlinemagazin Loudwire versprüht das Video am Anfang das Gefühl eines Films von Dario Argento. Die Szenen, wo das Mädchen die Telekinese anwendet wären laut Hartmann eine Hommage an den Horrorfilm Carrie – Des Satans jüngste Tochter.
Laut Tobias Forge wäre Cirice das beste Lied, um einer Person die Musik von Ghost näher zu bringen, die noch nicht mit der Band vertraut ist. Am 31. Oktober 2015 spielten Ghost das Lied in der CBS-Late-Night-Show The Late Show with Stephen Colbert. Es war der erste Auftritt im US-amerikanischen Fernsehen für Ghost. Cirice ist auf dem im Jahre 2017 veröffentlichten Livealbum Ceremony and Devotion zu hören.

## Rezeption

### Rezensionen
Florian Schneider vom deutschen Magazin Visions beschrieb das Lied musikalisch als „gewohnte Mischung aus klassischen Hard Rock mit sinisteren Texten und dem für Ghost typischen Pop-Appeal“. Norman R. vom Onlinemagazin Musikreviews.de beschrieb Cirice als „zweiten Megahit“ des Albums. Ulf Kubanke vom Onlinemagazin laut.de bezeichnete Cirice als „besonderen Leckerbissen“ mit einer „einladenden Melodie“.

### Musikpreise
Cirice wurde bei den Grammy Awards 2016 in der Kategorie Best Metal Performance ausgezeichnet. Ghost wurden damit die erste Band, die nicht aus den Vereinigten Staaten oder dem Vereinigten Königreich stammt und den Preis in dieser Kategorie gewinnt. Darüber hinaus wurde Cirice bei den Loudwire Music Awards in den Kategorien Best Metal Song und Best Metal Video nominiert.

## Kommerzieller Erfolg

### Chartplatzierungen
| ChartsChartplatzierungen            | Höchstplatzierung | Wochen |
| ----------------------------------- | ----------------- | ------ |
| Vereinigte Staaten (Billboard Rock) | 46 (1 Wo.)        | 1      |

### Auszeichnungen für Musikverkäufe
| Land/Region     | Auszeichnungen für Musikverkäufe (Land/Region, Auszeichnung, Verkäufe) | Verkäufe |
| --------------- | ---------------------------------------------------------------------- | -------- |
| Kanada (MC)     | Gold                                                                   | 40.000   |
| Schweden (IFPI) | Gold                                                                   | 20.000   |
| Insgesamt       | 2× Gold ·                                                              | 60.000   |